# Коморув (станція)
Коморув (пол. Komorów) — пасажирська станція польської залізниці, розташована в однойменному селі, яка обслуговує приміські маршрути WKD.
Станом на 2018 рік станція обслуговувала 3–4 тисячі пасажирів на добу.
| Лінія | Маршрут | Інтервал  |
| ----- | --- | --------- |
|       | Варшава-Середмістя WKD — Прушкув WKD — Коморув – Подкова-Лесьна Головна – Гродзиськ-Мазовецький Радоньська | 15/60 хв. |
|       | Варшава-Середмістя WKD – Прушкув WKD – Коморув – Подкова-Лесьна Головна – Мілянувек-Грудув                 | 30/60 хв. |

## Станція
Через станцію пролягає 2 залізничні колії, що сполучають станції Варшава-Середмістя та Гродзиськ-Мазовецький Радоньська. Колії обладнані платформами для посадки-висадки пасажирів. Від однієї з колій відходить запасна.
До станції підведена окрема лінія сполученням Прушкув — Коморув, від якої відходить маневрова запасна колія та пункт аварійної зупинки.
Станція обладнана світловими сигналами.
Рухом на станції керує диспетчерська, розташована в будівлі станції.

### План-схема станції

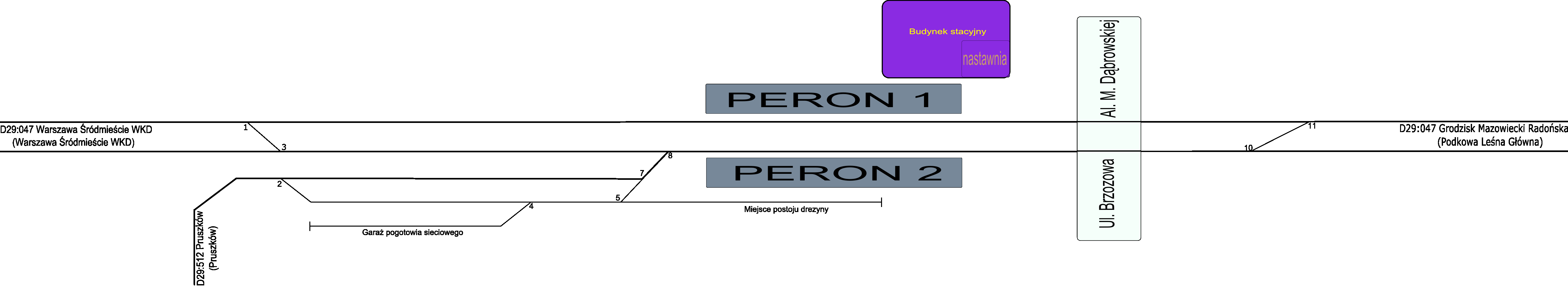

## Напрямки сполучення
- Гродзиськ-Мазовецький Радоньська
  - 31 поїзд у будні дні (крім липня та серпня)
  - 28 поїздів у будні дні липня та серпня
  - 22 поїзди по суботах, неділях та святкових днях
- Мілянувек-Грудув
- 16 поїздів у будні дні
- 15 поїздів по суботах, неділях та святкових днях
- Подкова-Лесьна Головна
  - 7 поїздів у будні дні (крім липня та серпня)
  - 3 поїзди у будні дні липня та серпня
- Варшава-Середмістя
  - 63 поїзди у будні дні (крім липня та серпня)
  - 48 поїздів у будні дні липня та серпня
  - 37 поїздів по суботах, неділях та святкових днях
- Щоденно обслуговується:
  - 125 поїздів у будні дні (крім липня та серпня)
  - 95 поїздів у будні дні липня та серпня
  - 74 поїзди по суботах, неділях та святкових днях

Станція Коморув є кінцевою  для 8 поїздів Коморув — Варшава-Середмістя WKD та 8 поїздів Варшава-Середмістя WKD — Коморув, що курсують у будні дні (крім липня та серпня).